# Thoiry, Ain

Thoiry este o comună în departamentul Ain din estul Franței.